# Enyalioides anisolepis
Enyalioides anisolepis — вид ігуаноподібних ящірок родини шипохвостих ігуан (Hoplocercidae). Мешкає в Еквадорі і Перу. Описаний у 2015 році.

## Поширення і екологія
Enyalioides anisolepis мешкають в східних передгір'ях Анд на півдні Еквадору (Самора-Чинчипе) і півночі Перу (Кахамарка). Вони живуть у вологих тропічних лісах, на висоті від 724 до 1742 м над рівнем моря.